# نجف‌آباد (خاش)
نجف‌آباد (خاش)، روستایی از توابع بخش مرکزی شهرستان خاش در استان سیستان و بلوچستان ایران است.

## جمعیت
این روستا در دهستان اسماعیل‌آباد (خاش) قرار دارد. براساس سرشماری مرکز آمار ایران در سال ۱۳۹۵،  جمعیت آن ۷۴۳ نفر (۱۷۴ خانوار) بوده‌است.